# غريغ إبستاين
غريغ إبستاين (بالإنجليزية: Greg Epstein)‏ هو قسيس أمريكي، ولد في 1977.

## وصلات خارجية
- غريغ إبستاين على موقع IMDb (الإنجليزية)
- غريغ إبستاين على موقع ميوزك برينز (الإنجليزية)
- غريغ إبستاين على موقع قاعدة بيانات الفيلم (الإنجليزية)